# Магич-Мала
Магич-Мала (хорв. Magić Mala) — населений пункт у Хорватії, у Бродсько-Посавській жупанії у складі громади Нова Капела.

## Населення
Населення за даними перепису 2011 року становило 398 осіб.
Динаміка чисельності населення поселення:

## Клімат
Середня річна температура становить 11,29 °C, середня максимальна – 26,09 °C, а середня мінімальна – -6,10 °C. Середня річна кількість опадів – 850 мм.
| Клімат поселення                              | Клімат поселення | Клімат поселення | Клімат поселення | Клімат поселення | Клімат поселення | Клімат поселення | Клімат поселення | Клімат поселення | Клімат поселення | Клімат поселення | Клімат поселення | Клімат поселення | Клімат поселення |
| Показник                                      | Січ.             | Лют.             | Бер.             | Квіт.            | Трав.            | Черв.            | Лип.             | Серп.            | Вер.             | Жовт.            | Лист.            | Груд.            |                  |
| Середній максимум, °C                         | 6,38             | 8,62             | 13,10            | 17,68            | 22,89            | 26,09            | 25,76            | 24,85            | 20,91            | 15,68            | 9,95             | 5,81             |                  |
| Середня температура, °C                       | 0,13             | 2,39             | 6,88             | 11,44            | 16,64            | 19,84            | 21,63            | 20,72            | 16,76            | 11,53            | 5,80             | 1,69             |                  |
| Середній мінімум, °C                          | −6,1             | −3,84            | 0,64             | 5,20             | 10,42            | 13,62            | 17,47            | 16,58            | 12,62            | 7,39             | 1,67             | −2,48            |                  |
| Норма опадів, мм                              | 54               | 52               | 55               | 67               | 79               | 99               | 77               | 74               | 65               | 77               | 83               | 68               |                  |
| Середньомісячна швидкість вітру, м/с          | 1.63             | 1.90             | 2.20             | 2.16             | 1.94             | 1.80             | 1.80             | 1.60             | 1.59             | 1.60             | 1.63             | 1.70             |                  |
| Середньомісячна сонячна радіація, кДж/м²·день | 4309             | 7086             | 10986            | 15395            | 19385            | 21546            | 22507            | 20308            | 14949            | 9217             | 4921             | 3602             |                  |
| --------------------------------------------- | ---------------- | ---------------- | ---------------- | ---------------- | ---------------- | ---------------- | ---------------- | ---------------- | ---------------- | ---------------- | ---------------- | ---------------- | ---------------- |
| Джерело:                                      |                  |                  |                  |                  |                  |                  |                  |                  |                  |                  |                  |                  |                  |